# آیینگ
آیینگ (به آلمانی: Aying) یک شهر در آلمان است که در منطقه مونیخ واقع شده‌است.

## خصوصیات
آیینگ ۴۴٫۹۸ کیلومترمربع مساحت دارد ۵۵۰-۶۷۵ متر بالاتر از سطح دریا واقع شده‌است.

## نگارخانه

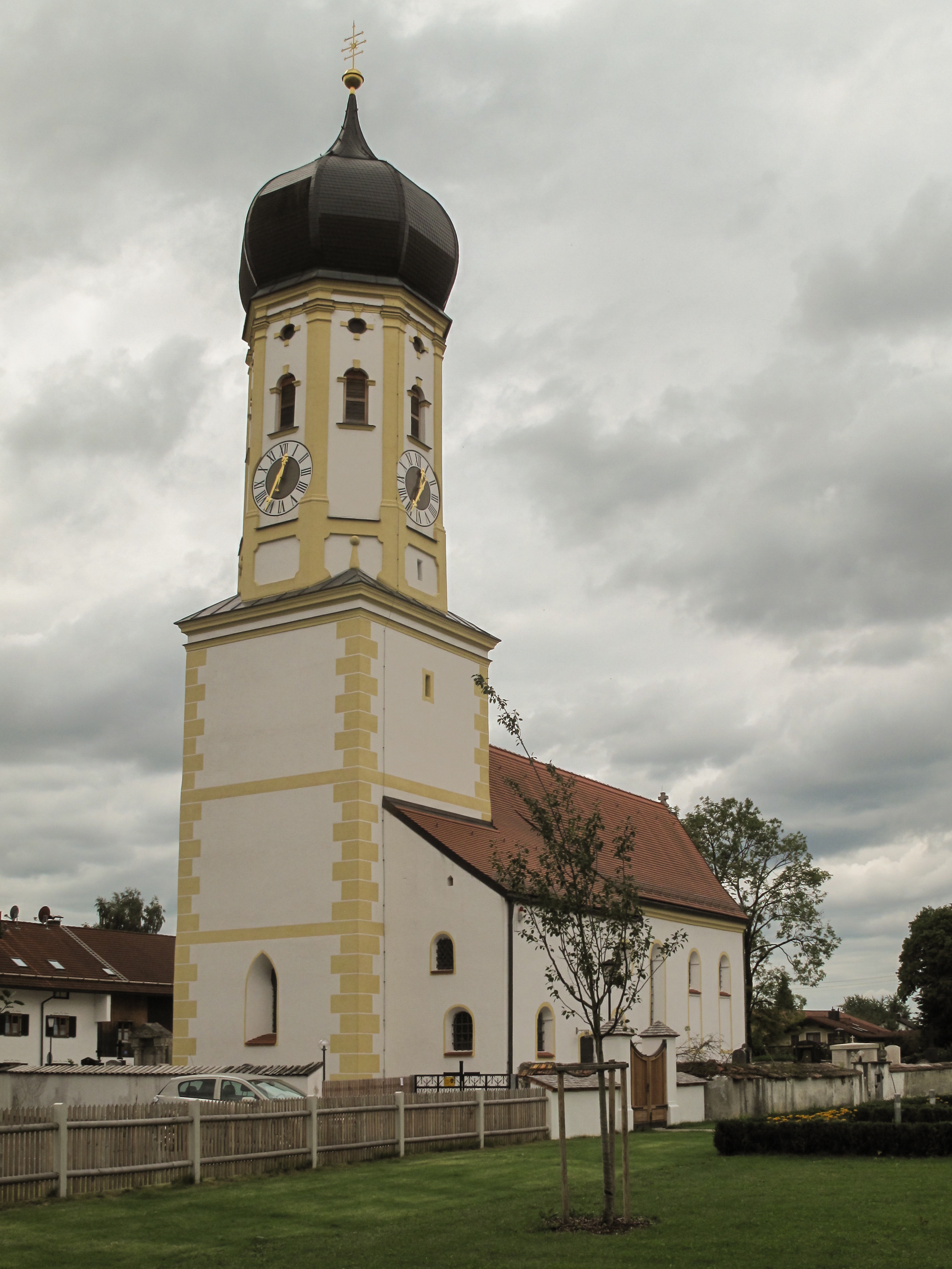
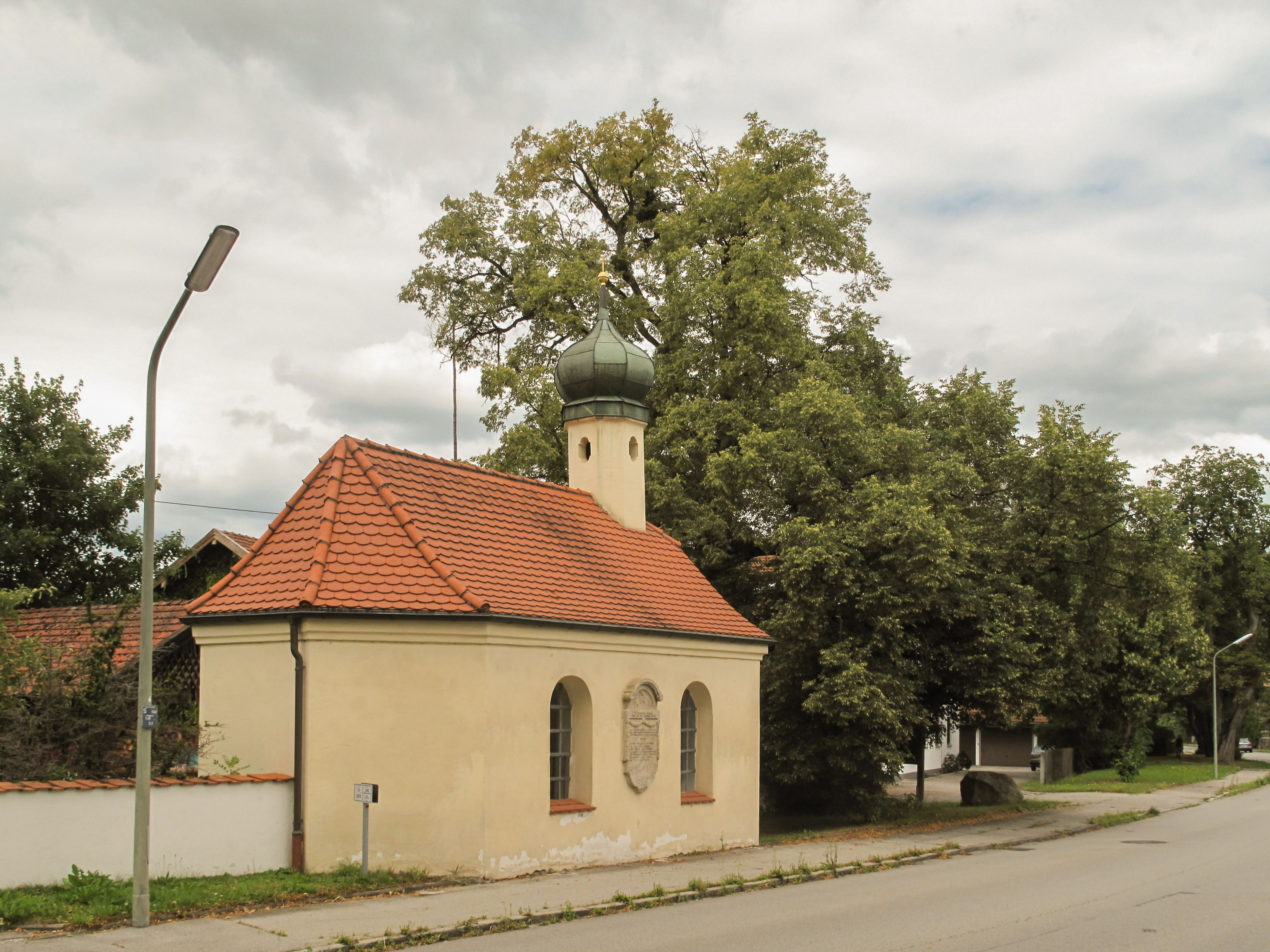